# La terre commune
La terre commune is een studioalbum van twee artiesten binnen het folkcircuit, Iain Matthews en Elliott Murphy. De heren kenden elkaar vanaf het prille begin van Matthews solocarrière. Voor een promotietour van zijn album If you saw thro' my eyes, mocht Matthews spelen in het voorprogramma van Murphy. Daarna verloren de heren elkaar uit het oog, totdat eind jaren ’90 Matthews in contact wordt gebracht met het platenlabel Blue Rose.  Hij liep daar ook Murphy weer tegen het lijf. Ze trokken samen met een medegitarist en een studiodrummer de Franklin Studio te Le Havre in om in 9 dagen een album op te nemen. Alle nummers als genoemd in onderstaand staatje zijn daar opgenomen, behalve The ballad of the soldier’s wife. Dat nummer is opgenomen in de Dierks Studio in Pulheim-Stommeln op 26 september 2000. De naam Dierks was een bekende in het studiocircuit, Tangerine Dream en Klaus Schulze namen met hem wel hun muziek op. 

## Musici
- Elliott Murphy – zang, akoestische gitaar, basgitaar, harmonica, toetsinstrumenten
- Iain Matthews – zang, akoestische gitaar, percussie
- Oliver Durand – elektrische en slidegitaar, achtergrondzang
- Florent Barbier – slagwerk, percussie

met
- Wolfgang Niedecker – zang op The ballad of the soldier's wife
- Michael Nass – piano op The ballad of the soldier’s wife

## Muziek
| Nr. | Titel                                                         | Duur |
| --- | ------------------------------------------------------------- | ---- |
| 1.  | One cold street (Adam Sherman, Carmen di Marca)               |      |
| 2.  | Blind Willie McTell (Bob Dylan)                               |      |
| 3.  | Close to the bone (Matthews)                                  |      |
| 4.  | Navy blue (Murphy)                                            |      |
| 5.  | Darkness darkness (Jesse Colin Young)                         |      |
| 6.  | Big umbrella (Murphy)                                         |      |
| 7.  | She’s a mystery (Matthews)                                    |      |
| 8.  | I want to talk to you (Murphy)                                |      |
| 9.  | Fading past (Matthews)                                        |      |
| 10. | Dusty roses (Murphy)                                          |      |
| 11. | The ballad of the soldier's wife (Bertolt Brecht, Kurt Weill) |      |
| 12. | Bad eyes (Bruce Springsteen)                                  |      |
| 13. | Unconditionally (Matthews)                                    |      |